# کریستین لوکرت
کریستین لوکرت تاکسونومیست (زیست شناس)گلسنگ بود که نوع به نوعمتابولیت های ثانویه داخل گلسنگ ها را به عنوان معیارهای دسته بندی سودمند به کار برد. لوکرت از دهه ۱۹۷۰ تا ۱۹۹۵ رئیس مؤسسه سیستماتیک گیاهی و جغرافیای گیاهی در دانشگاه آزاد برلین بود  .

## اوایل زندگی و تحصیلات
والدین کریستین لوکرت آلفرد و لوئیز (اسم خانوادگی آنان فردریش) لوکرت بودند. پدر کریستین به عنوان یک لوله کش با تجربه و با تخصص کار می نمود.  بعد از مدرسه ابتدایی در رادبرگ، وی شروع به تحصیل در مدرسه رودلف اشتاینر در درسدن نمود تا اینکه در سال ۱۹۴۱ به شکل رسمی تعطیل گردید.کریستسن تحصیلات متوسطه اش را در رادبرگ به انتها رساند. وبعداز گذشت جنگ جهانی دوم وی خودش را در جمهوری دموکراتیک آلمان پیدا نمود. وی توانست تحصیلات خود را از سال ۱۹۴۶ تا ۱۹۴۸ در مدرسه اشتاینر که بار دیگر افتتاح شده بود به انتها برساند. بعد از این  کریستین به عنوان معلم در دانشگاه فنی درسدن و دانشگاه مارتین لوتر در هاله-ویتنبرگ تعلیم دید.
در سال ۱۹۵۴ به کریستسن اجازه داده شد تا تحصیلات خودش را بار دیگر آغاز نماید و در رشته زیست شناسی در دانشگاه لایپزیگ تحصیل نماید. با این شرایط، در سال ۱۹۵۵ به آلمان غربی مهاجرت نمود و در رشته زیست شناسی و شیمی در دانشگاه آزاد برلین ثبت نام نمود. در سال ۱۹۶۱ او برسی های دکترای خود را در باره شیمی تاکسونومی در کاسنیان تحت نظر رودولف هانسل، رئیس مؤسسه فارماک گنوزی در باغ گیاه شناسی و موزه برلین-داهلمات شروع کرد. و سر انجام مدرک دکترای او در سال ۱۹۶۵ اعطا گردید.""در موردآنتوسیانین ها و ترکیب های مرتبط در سنتروسپرم ها""

## حرفه
کریستین در سر آغاز کارش به عنوان معلم مدرسه ابتدایی در لایپزیگ کار می نمود. در این شرایط حاضر، بعداز تحصیلات آکادمیک بعدیش در دانشگاه آزاد برلین، یک حرفه آکادمیک را دنبال می کرد. از سال ۱۹۶۲ تا ۱۹۶۵ لوکرت سمت دستیار علمی نیمه وقت در انستیتوی فارماکوگنوزی در دانشگاه آزاد برلین داشت، که بعد از گرفتن دکترا به یک پست تمام روز مبدل شد. در سال ۱۹۶۶ او بعد از بکارگرفتن توسط جوزف پولت ، گلسنگ شناس که اخیراً به عنوان استاد گیاه شناسی سیستماتیک در موسسه سیستماتیک گیاهی و جغرافیای گیاهی در دانشگاه آزاد برلین منتخب شده بود، آغاز به استفاده از علم خود در باره گلسنگ ها نمود. آشکار شد که لوکرت با دارابودن ترفندهای سازمانی و مدیریتی می باشدکه در هنگام گسترش موسسه مورد استفاده واقع شد، از غبیل ساخت و تجهیز یک ساختمان نوین در فضای باغ گیاه شناسی. او در سال ۱۹۷۰ موفق به کسب درجه استادی گردید. او تا هنگام بازنشستگی در سال ۱۹۹۵ در مؤسسه سیستماتیک گیاهی و جغرافیای گیاهی باقی ماند.
تحقیق ها و تعلیمات او بر جداسازی و تحلیل متابولیت‌های ثانویه گلسنگ‌ها برای دسته بندی معطوف بود و فناوری‌های نوینی همانند طیف‌سنجی جرمی را به محض اینکه در دسترس قرار گرفت، او را گرفت. او با بسیاری از گروه‌های تحقیقاتی دیگر همکاری نمود و در آن مکان جزئی از کل آنالیز شیمیایی را عرضه کرد. او به خصوص به گزانتون ها علاقه داشت نه تنها ساختار آنان بلکه محل های زیر سلولی آنان. کار خود او بیشتر روی جنس‌های درون لبه دارسانان بود، به خصوص آکروسپورا، کلادونیا، دیملاانا، لکانورا، لسیدیا، لپراریا، لوبوتالیا، پارملیا، پورتوزاریا، اوفیوپارما و ریزوپلاکا.

## انتشارات
لوکرت نویسنده یا نگارنده حداقل ۹۴مقاله علمی و فصول های کتاب بود.

## افتخارات و جوایز
در زمان بازنشستگی لوکرت در سال ۱۹۹۵، زمانی که او ۶۵ سال داشت، یک جشنواره فست‌شریفت با عنوان مطالعات لیکنولوژی با اصرار بر شیمی‌تاکسونومی، جغرافیا و فیتوشیمی انتشار گردید: کریستین فست شریفت لوکرت با ۵۵ شراکت.  در سال ۱۹۹۶ از سمت انجمن بین المللی گلسنگ شناسی به پاس سپاسگذاری از کار های عمرش، مدال آچاریوس را کسب نمود.  در سال ۲۰۰۰ کریستین به عضویت افتخاری انجمن لیکنولوژی ایتالیا مدخل گردید.

## زندگی شخصی
لوکرت وقتی که هر دو در یک مدرسه ابتدایی در نزدیکی مایسن دبیر بودند، با اوا شوابهاوزر آشنا گردید. در سال ۱۹۵۵ آنان به برلین در آلمان غربی مهاجرت نمودن و تظاهر نمودن که برای یک تعطیلات کوتاه می به ان مکان می روند. آنان درتاریخ ۱ ژوئن ۱۹۵۵ ازدواج نمودند. او به عنوان معلم مدرسه راهنمایی تعلیم دید. آنان با هم ۲ فرزند داشتند. او درتاریخ ۲۷ژانویه ۲۰۱۱ درگذشت.